# ISO 3166-2:UZ
ISO 3166-2 données pour l'Ouzbékistan

## Mise à jour
```
ISO 3166-2:2002-05-21
 n°2

ISO 3166-2:2002-12-10
 n°4
```

## Ville (1)uz:shahar
```
UZ-TK  
Toshkent
```

## Régions (12)uz:viloyat
```
UZ-AN  
Andijon Viloyati

UZ-BU  
Buxoro Viloyati

UZ-FA  
Farg‘ona Viloyati

UZ-JI  
Jizzakh Viloyati

UZ-NG  
Namangan Viloyati

UZ-NW  
Navoiy Viloyati

UZ-QA  
Qashqadaryo Viloyati

UZ-SA  
Samarqand Viloyati

UZ-SI  
Sirdaryo Viloyati

UZ-SU  
Surxondaryo Viloyati

UZ-TO  
Toshkent Shahri

UZ-XO  
Xorazm Viloyati
```

## République (1)uz:respublikasi
```
UZ-QR  
Qoraqalpog‘iston Respublikasi
```